# Carnaval d'Alost
Le carnaval d’Alost est un rituel festif vieux de 600 ans qui se déroule chaque année à Alost en Flandre-Orientale, au Nord de la Belgique. Il dure trois jours à compter du dimanche qui précède le carême chrétien. Inscrit en 2010 sur la liste représentative du patrimoine culturel immatériel de l'humanité de l'UNESCO, il en est retiré en décembre 2019, ne respectant plus les critères d'inscriptions à la suite de représentations antisémites.

## Caractéristiques du carnaval d'Alost
L'humour et la satire sont des caractéristiques majeures du carnaval d'Alost. On s'y moque notamment de l’actualité locale, nationale et internationale, ainsi que des personnalités publiques. Toutefois, pour Laurent Sébastien Fournier et Lia Giancristofaro, contrairement aux carnavals traditionnels, « il exprime la dérision par la caricature de l’Autre plutôt que par l’inversion des hiérarchies sociales ».

## Déroulement des événements du carnaval
Le Carnaval d'Alost trouve son origine au Moyen Âge. Les cavalcades (à partir de 1851) n'étaient pas encore organisées par la mairie. Les célébrations ne sont comptées que depuis 1923. Dès lors, la régie de la ville d'Alost organise le cortège. Le carnaval d'Alost est avant tout un événement de rue : les carnavaliers dansent sur les places et se déplacent d'un café à l'autre.
- la proclamation symbolique du Prince du Carnaval comme bourgmestre de la ville d’Alost[1] ;
- des géants de processions, dont « Bayard », le cheval de la légende de Charlemagne[1] ;
- des jets de bonbons en forme d’oignons[6] ;
- une danse des balais sur la place du marché central pour chasser les fantômes de l’hiver[1] ;
- la journée dite de la « Voil Jeanet » (la sale Jeannette), une parade de jeunes gens travestis en femmes, avec des corsets, des landaus et des parapluies cassés[6] ;
- et le rituel final pendant lequel l’effigie de Carnaval est brûlée[1].

## Accusations de racisme et d'antisémitisme
Le carnaval est montré du doigt pour avoir accueilli en son sein des chars racistes (antisémites et négrophobes). Depuis son inscription, le carnaval d'Alost a affiché à plusieurs reprises des messages, des images et des représentations qui peuvent être considérés à l'intérieur et en dehors de la communauté juive comme encourageant les stéréotypes, se moquant de certains groupes et insultant les souvenirs d'expériences historiques douloureuses, notamment le génocide, l'esclavage et la ségrégation raciale.
En 2005, plusieurs participants se sont déguisés en commandos suicides islamiques et faisaient apparaître dans le cortège une maquette représentant une mosquée, ce qui avait engendré des protestations de la part de la Ligue arabe. Le premier ministre, Guy Verhofstadt affirme « que ces déguisements faisaient partie d'une tradition culturelle en Belgique et surtout qu'il ne convenait pas de prendre au sérieux de telles pratiques ».
En 2013, un char représentait ainsi un wagon semblable à ceux utilisés pour déporter les Juifs vers les camps de la mort durant la Shoah. Les concepteurs du char paradaient à ses côtés déguisés en officiers SS ou en juifs orthodoxes. Sur le wagon, une affiche représentait des responsables politiques flamands habillés en nazis et tenant des boîtes de conserve contenant du Zyklon B, le poison utilisé par les Nazis pour exterminer les Juifs dans les chambres à gaz.
En 2019, un autre char représentait des caricatures de Juifs orthodoxes avec des nez crochus, assis sur des sacs d'or. Ces chars sont dénoncés pour antisémitisme par le Comité de Coordination des Organisations Juives de Belgique (CCOJB), le Forum der Joodse Organisaties (FJO) et d'autres associations juives. Durant ce défilé, on pouvait également voir des participants portant la cagoule et la robe blanches des membres du Ku Klux Klan avec un politicien d’extrême droite local, et d'autres faisant des blackfaces[réf. souhaitée].
Le centre interfédéral pour l'égalité des chances Unia ne porte toutefois pas l'affaire devant la justice mais annonçait une médiation entre l’administration communale alostoise et la communauté juive.
En mars 2019, jugeant que le carnaval « ne remplit plus les critères R.1 et R.2 d'inscription sur la Liste représentative du patrimoine culturel immatériel de l'humanité », notamment pour diffusion de messages « ridiculisant certains groupes » et « insultant les souvenirs d'expériences historiques douloureuses » et de « représentations blessantes », l'UNESCO décide de retirer le carnaval de sa liste représentative du patrimoine culturel immatériel de l'humanité, ce qui est une première dans l'histoire du patrimoine immatériel. L'UNESCO demande aux autorités belges de réagir « à de telles manifestations de haine ». La Commission européenne déclare quant à elle, qu'il est « impensable que cela soit encore visible en Europe, 74 ans après l'Holocauste » et condamne les événements.
En février 2020, pendant le carnaval, on retrouve la représentation de juifs affublés des attributs d'insectes pour représenter des juifs orthodoxes, une image « qui renvoie à l’époque de la déshumanisation des juifs au temps du nazisme », une parodie d'un stand de vente de souliers qui appartenaient aux détenus des camps de concentration. On s'y moque aussi ouvertement de la décision de l'UNESCO. La Première ministre Sophie Wilmès affirme que ces événements « portent préjudice à nos valeurs ainsi qu'à la réputation de notre pays ». Concernant la liberté d'expression, la première ministre affirme qu'elle « évolue dans un cadre légal précis qui vise à protéger les individus du racisme, de l'antisémitisme et des autres discriminations » et qu'« il revient donc aux institutions compétentes et à la justice de déterminer si les faits qui se sont déroulés pendant le carnaval enfreignent la loi ».
Divers représentants politiques réagissent également aux événements du carnaval : le président du MR, Georges-Louis Bouchez, condamne « les références antisémites » et le parti DéFi parlent de « relents proprement antisémites ». Jan Jambon de la N-VA critique les caricatures juives mais se dit contre la censure. Le bourgmestre de Bruxelles, Philippe Close (PS) affirme qu'« il est temps qu'Unia fasse son boulot ». Le American Jewish Committee demande que l'Union européenne ouvre une enquête contre la Belgique: « la Commission européenne doit lancer la procédure prévue par l’article 7, puisque les autorités n’ont rien fait pour interdire les déguisements antisémites, ce qui contrevient de manière évidente aux valeurs européennes fondées sur les leçons tirées de l’Holocauste et de la Seconde guerre mondiale ». Le député européen Raphaël Glucksmann affirme que « ces images sont des crachats sur les victimes des camps de concentration » et demande que la Belgique légifère enfin en la matière. Selon Jean-Yves Camus, spécialiste de l'extrême droite, la décision de l'UNESCO et la victimisation qui s'est ensuivie « pourrait se traduire dans les urnes au profit du Vlaams Belang, formation d’extrême droite qui passe son temps à blanchir collaborateurs et antisémites ».

### Analyse juridique
Selon Marthe Van Damme et Dirk Jacobs, si l'on se place dans l'esprit de la Convention européenne des droits de l'homme et dans le cadre des décisions de la Cour européenne des droits de l'homme, comme il n'a pas été fait appel à la haine et à la violence lors du carnaval de 2019, contexte de moquerie et de satire, aucune infraction n'a été commise.

## Images

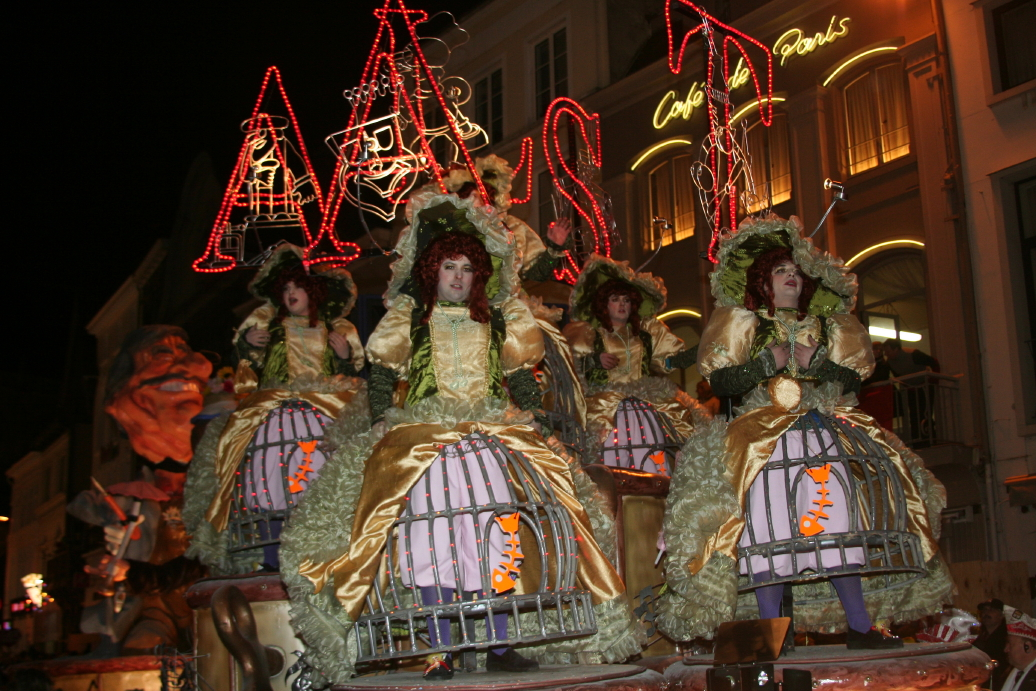
Carnaval d’Alost en 2007
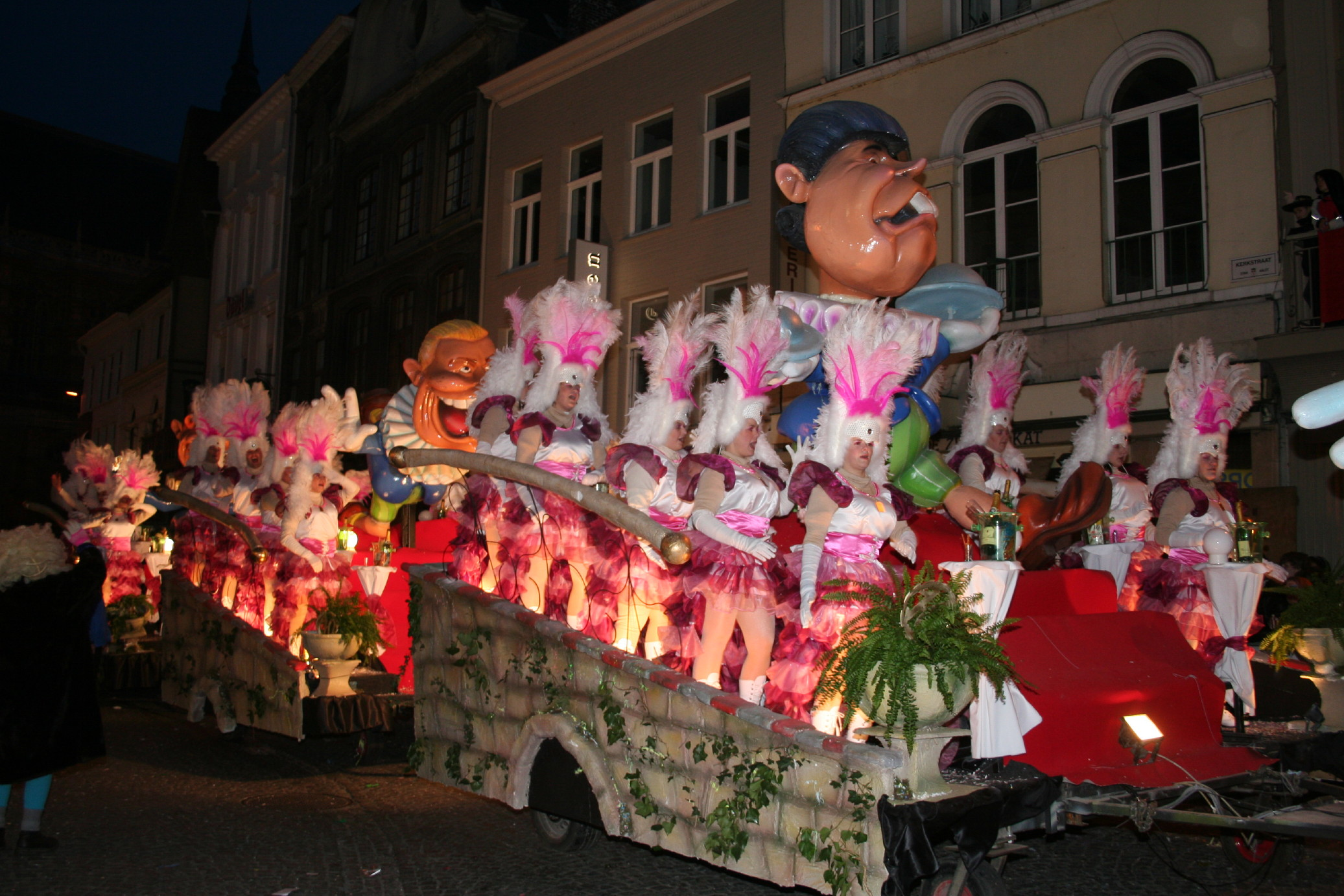
Carnaval d’Alost en 2008
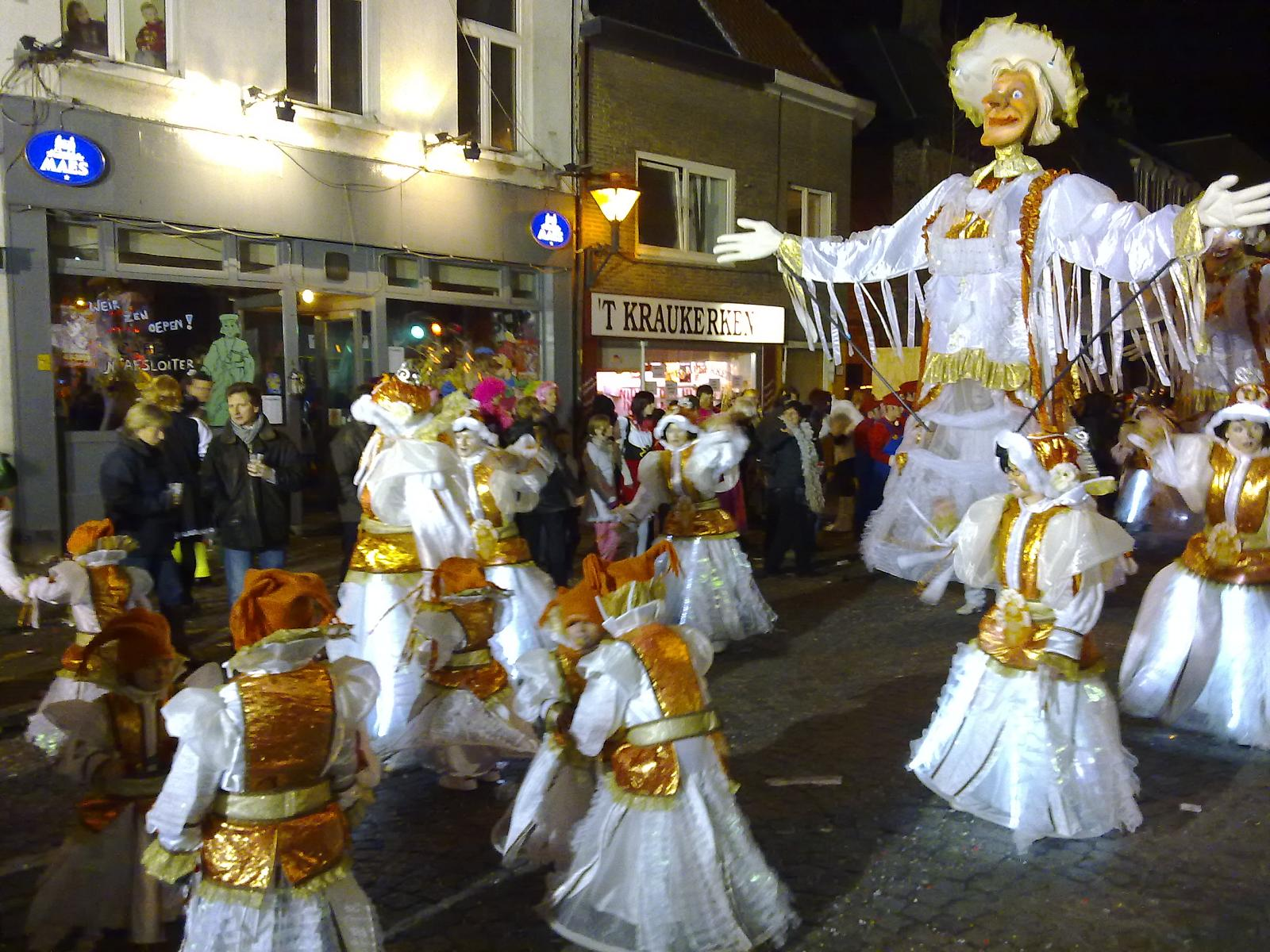
Carnaval d’Alost en 2009
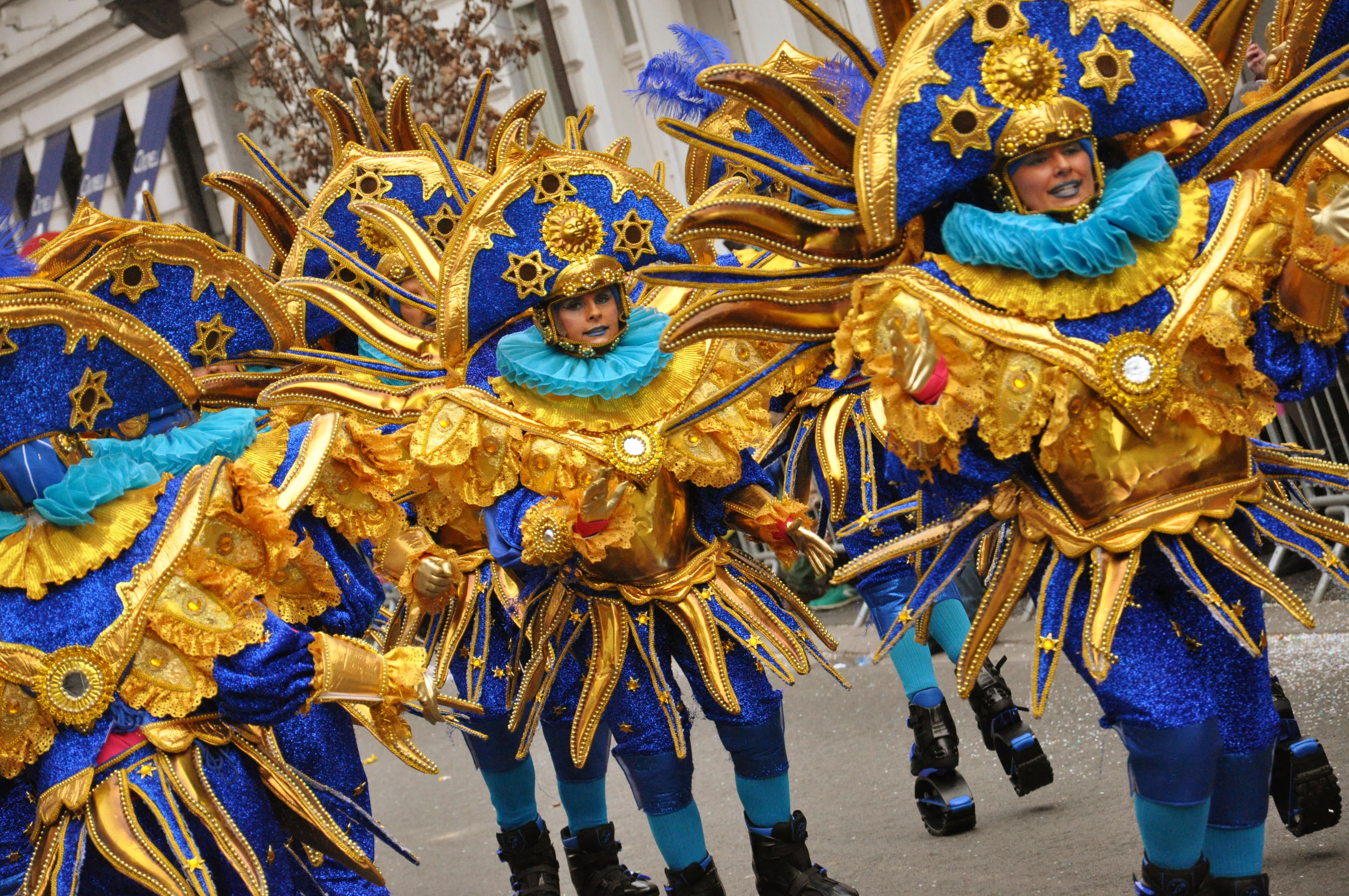
Carnaval d’Alost en 2017
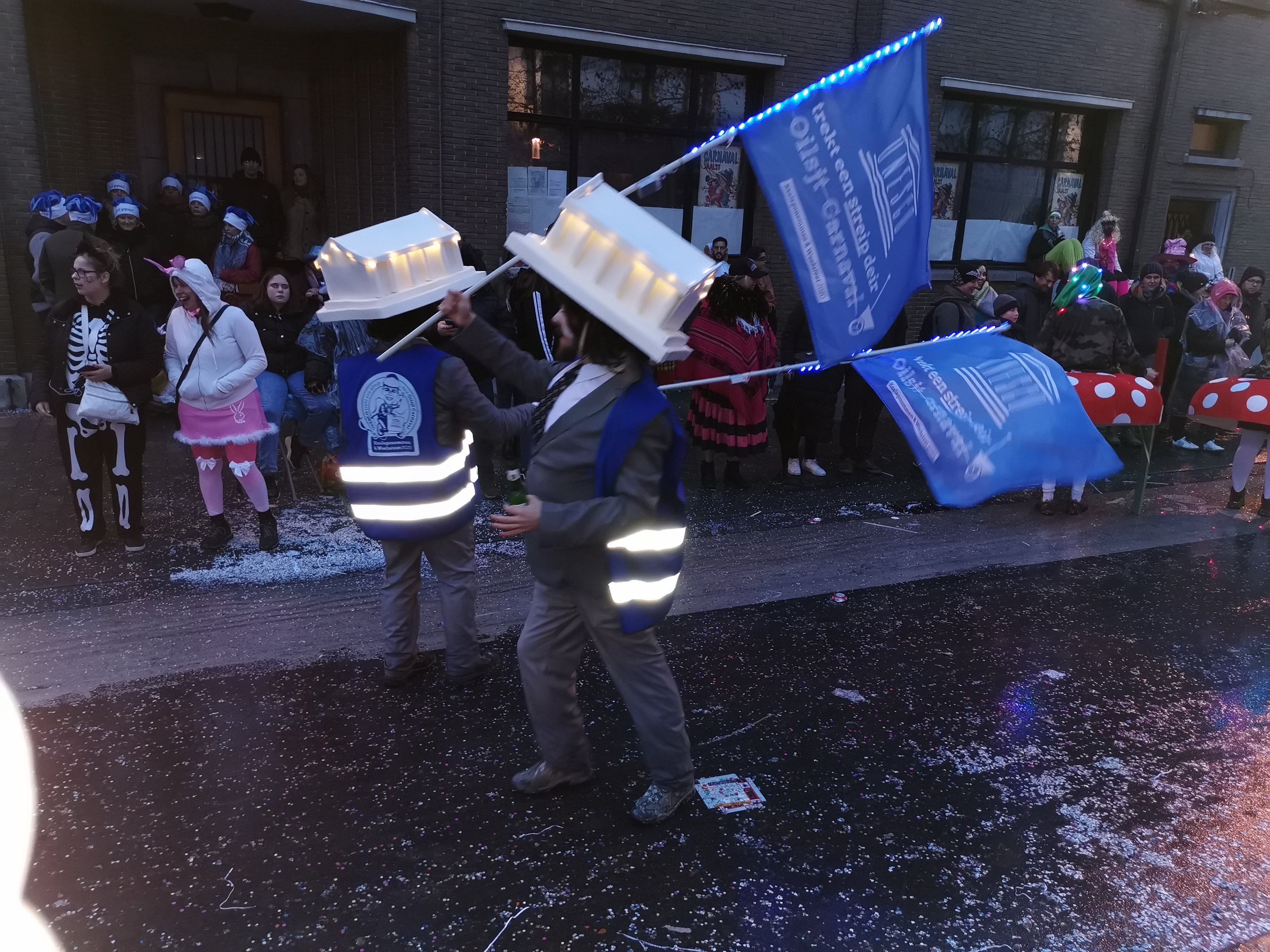
Réaction de mécontentement par rapport à la décision de l'UNESCO, lors du carnaval de 2020.